# Quercus rudkinii
Quercus rudkinii är en bokväxtart som beskrevs av Nathaniel Lord Britton. Quercus rudkinii ingår i släktet ekar, och familjen bokväxter. Inga underarter finns listade i Catalogue of Life.